# Talal Al-Khaibari
Talal Al-Khaibari (en árabe: طلال الخيبري‎; Arabia Saudita, 9 de enero de 1977) es un exfutbolista de Arabia Saudita que jugaba en la posición de defensa.

## Carrera

### Club
| Periodo   | Club            |
| --------- | --------------- |
| 1997-1999 | Al-Ahli FC      |
| 1999-2010 | Al-Wehda Mecca  |
| 2010–2011 | Al-Qadisiyah FC |
| 2011–2012 | Al-Wehda Mecca  |

### Selección nacional
Jugó para Arabia Saudita en seis ocasiones de 2007 a 2008 y participó en la Copa Asiática 2007.

## Logros
- Copa del Príncipe de la Corona Saudí (1): 1998
- Primera División de Arabia Saudita (1): 2002-03